# Зімбабве (держава)
Зімбабве  — африканська держава, що утворилося напочатку XIII ст. внаслідок занепаду держави Мапунгубве. Досягло розквіту у XIV ст. Близько 1450 року остаточно занепало, на місце якого утворилися держави Мономотапа і Бутуа. Багато джерел стверджують, що «Зімбабве» походить від слова «дзимба-дза-мабве», що в перекладі з діалекту каранги мови шона перекладається як «кам'яні будинки». Археолог Пітер Гарлак висунув теорію, що «Зімбабве» являє собою форму «дзимба-хве» діалекту зезуру мови шона, що означає «шановані будинки» і зазвичай посилається на будинки вождів або могили.

## Історія
Раніше теорії припускали, що на початку XI століття люди з Мапунгубве переселилися на північ до району Великого Зімбабве. Новіші дослідження та докази вказують, що територія Великого Зімбабве була зайнята ще в 600 році, а держава Зімбабве була еволюцією культур гуманьє та гокомере.
Втім знать Зімбабве походила з Мапунгубве, але мало тісні контакти з цією державою. Саме після занепаду останньої відбувається піднесення Зімбабве, яке розширює підвладні землі навколо своєї столиці. З остаточним занепадом Мапунгубве Зімбабве розширює кордони в усіх напрямках, дійшовши до Індійського океану на заході, пустелі Калахарі на сході, на півночі до річки Замбезі.
Піднесення наприкінці XIII — 1-й пол. XIV ст. держави збіглося з розвитком торгівлі з арабськими купцями, що насамперед перебували в прибережних містах султанату Кілва. Втім у середині XIV ст. значний удар по розвитку торгівлі завдала потужна епідемія, відома як Чорна смерть. Внаслідок цього попит на значну частину товарів знижується, що відбивається на поповненні скарбниці Зімбабве.
Згодом відбувається поступово підсилення місцевої знаті, яка дедалі частіше виступає проти центральної влади. Зрештою близько 1430 року представник зімбабвійської династії Н'ятсімба Мутота повстав, утворивши власну державу Мономотапа. До 1450 року відбувся остаточний занепад Зімбабве.

## Устрій
На чолі стояв володар, що носив титул мамбо, що мав політичну, військову й сакральну владу. Існувала жорстка трирівневою класова структура: знать, ремісники і раби. Також існувала мережа підвладних вождів, де розташовувалося менші кам'яні будинки (центри управління або фортеці з залогами). таких виявлено 150.

## Економіка
Основу становили землеробство, скотарство й торгівля. Добувалися корисні копалини, насамперед золото, залізо, мідь, якими здійснювалася торгівля. Також місцеві купці контролювали торгівлю слоновою кісткою з султаном Кілва. тут перебувало багато арабських торгівців. Данина з підлеглих племен збиралася натуральним чином.

## Культура
Будівництво складних кам'яних будівель і стін досягло значного розвитку.